# Kevin Dillon

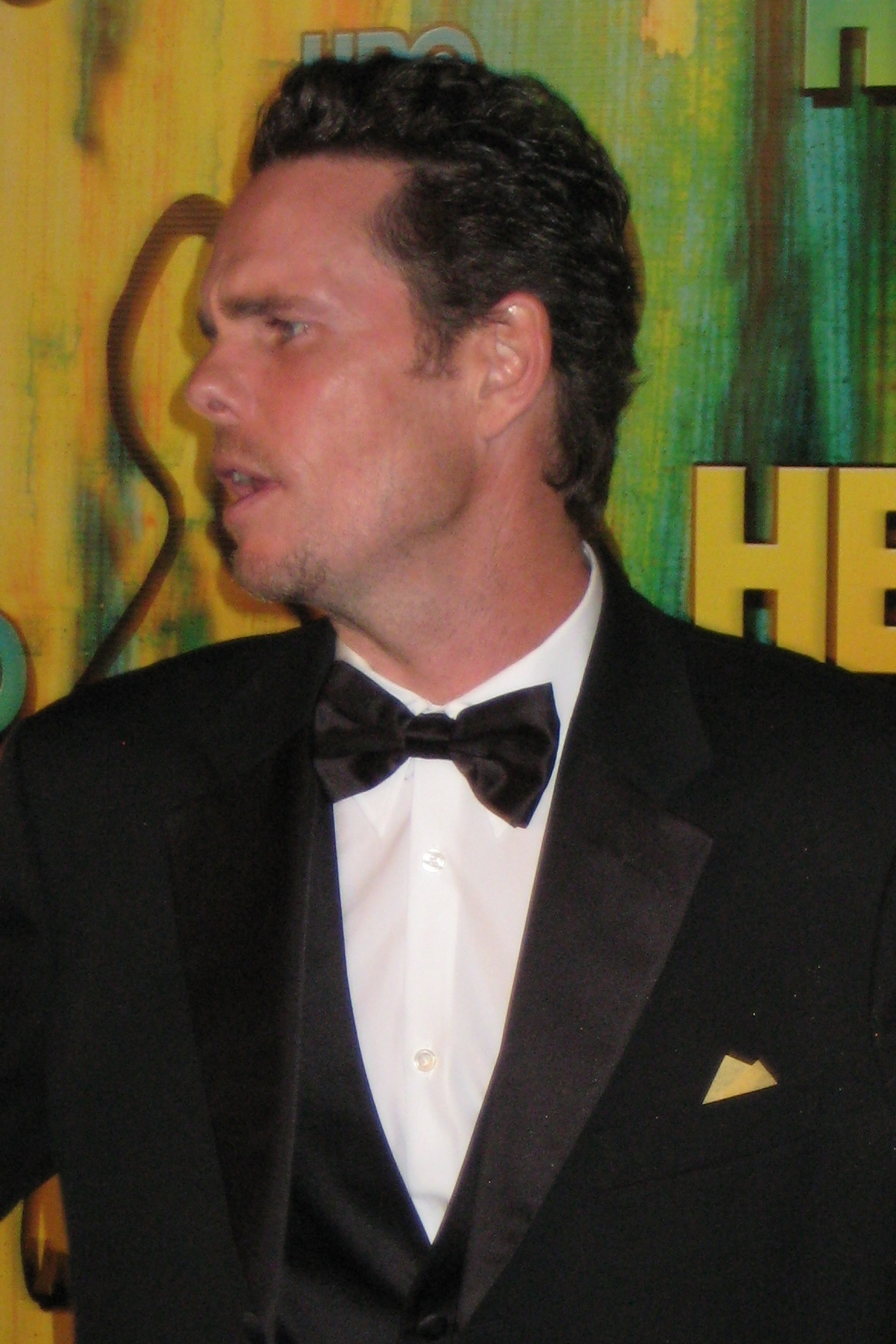
Kevin Dillon (2008)

Kevin Dillon (* 19. August 1965 in Mamaroneck, New York) ist ein US-amerikanischer Schauspieler.

## Leben
Dillon ist seit 1983 als Schauspieler aktiv. Er ist der jüngere Bruder von Matt Dillon, ebenfalls Schauspieler.
Dillon wurde für seine Rolle im Actionfilm Sonderkommando Südkorea (1988) im Jahr 1989 für den Young Artist Award nominiert. Für den Part des Fernsehdarstellers Johnny „Drama“ Chase in der HBO-Serie Entourage wurde er zwischen 2007 und 2009 dreimal in Folge für den Emmy nominiert. Im Mai 2012 bekam er neben Carrie-Anne Moss und Heather Graham, die Hauptrolle in Compulsion, der Neuverfilmung des südkoreanischen Dramas 301, 302.

## Filmografie (Auswahl)
- 1985: Die Himmelsstürmer (Catholic Boys, Heaven Help Us)
- 1986: Miami Vice (Fernsehserie, Gastauftritt)
- 1986: Platoon
- 1987: Dear America – Briefe aus Vietnam (Dear America: Letters Home from Vietnam, Stimme von Jack)
- 1988: Der Blob (The Blob)
- 1988: Second Hand Familie (Immediate Family)
- 1988: Sonderkommando Südkorea (The Rescue)
- 1991: The Doors
- 1992: Frankie’s House
- 1992: Spezialeinheit IQ (A Midnight Clear)
- 1993: Geschichten aus der Gruft (Tales from the Crypt, Fernsehserie, 1 Folge)
- 1994: Flucht aus Absolom (No Escape)
- 1995: Criminal Hearts
- 1995: Deception – Tödliche Täuschung (True Crime)
- 1996: Gone in the Night
- 1996: Lederstrumpf – Der Indianer-Scout (The Pathfinder)
- 1997: Medusa’s Child – Atombombe an Bord der 737
- 1998: Insemination – Wiege des Grauens (Misbegotten)
- 1998–2010: New York Cops – NYPD Blue (NYPD Blue, Fernsehserie, 3 Folgen)
- 1998: Das Todeskomplott (Hidden Agenda)
- 2000: Interstate 84
- 2000–2002: That’s Life (Fernsehserie, 36 Folgen)
- 2003: 24 (Fernsehserie, 3 Folgen)
- 2004–2011: Entourage (Fernsehserie, 96 Folgen)
- 2004: Out for Blood
- 2006: Poseidon
- 2009: Das Hundehotel (Hotel for Dogs)
- 2011–2012: How to Be a Gentleman (Fernsehserie, 9 Folgen)
- 2013: Compulsion
- 2015: Throwaways – Der einzige Ausweg (The Throwaways)
- 2015: Entourage
- 2015–2016: TripTank (Fernsehserie, 5 Folgen, Stimme)
- 2018: Dirt
- 2017, 2018: Blue Bloods – Crime Scene New York (Blue Bloods, Fernsehserie, 2 Folgen)
- 2019: The Buddy Games
- 2022: A Day to Die
- 2022: Hot Seat
- 2022: Wire Room
- 2022: On the Line
- 2023: Mob Land
- 2024: Reagan